# 和缓翁主
和缓翁主（화완옹주，1738年—1808年），本貫全州李氏，朝鮮英祖的庶九女；生母為暎嬪李氏，莊獻世子李愃胞妹。朝鮮正祖即位後，由於她被剥夺翁主的封号並遭流放，因此歷史紀錄中和缓翁主也被稱为「郑妻」、「鄭致達妻」。

## 生平
英祖十九年（1743年）封和緩翁主；英祖二十五年（1749年）和緩翁主下嫁駙馬日城尉鄭致達。婚後，翁主曾在1756年生下一女，但未滿周歲即夭折；不久，鄭致達在1757年早逝，所以和缓翁主很年輕就开始守寡。由於和緩翁主夫婦沒有其他子女，所以朝廷為鄭致達從延日鄭氏中選一養子鄭麟大，也就是後來的鄭厚謙。
和缓翁主的同母姐姐和平翁主逝世后，英祖将对和平翁主的宠爱转移到她身上；翁主寡居後又將她接回宫廷附近居住。此後，和缓翁主因為父親的專寵逐漸掌握權力:137-138。莊獻世子在世時，由於畏懼兄長發病時的瘋狂行為，和緩翁主經常滿足他的各種要求，以及幫忙居中調解他的許多困難:295。比如在1760年，由於無法容忍和英祖在同一宮殿之內，世子通過威脅和緩翁主，促使英祖搬去慶熙宮；同時世子破例獲准前往温阳的療養之旅，也是在她的请求下英祖才准許的:296-297。莊獻世子、暎嬪李氏相繼過世之際，和緩翁主受託保護世孫（朝鮮正祖）；此時，英祖對和緩翁主完全言聽計從，因此即使世子死後，英祖仍然一直相當關愛世孫:140。但是另一方面，她也令世孫疏遠世孫嬪（孝懿王后）。她的養子鄭厚謙也捲入時派、僻派黨爭，導致惠庆宫洪氏的娘家族人失勢等事件:153，近乎危及世孫的儲君地位。
正祖即位後，本來念及和緩翁主是英祖愛女、又是自己的親姑母，不忍對她重罰，所以，正祖二年（1778年）將她削爵並安置喬桐府（京畿道內）；翌年六月，大司憲俞彥鎬、大司諫李奎緯、校理鄭淵淳上疏：「鄭妻（和緩翁主）、金龜柱惡貫滿盈，……豈能將她黜置於喬桐府，這樣的懲罰對她而言太輕了。」正祖六年（1782年）十二月，決定將和緩翁主流配。翌年一月，由義禁府官員將和緩翁主由喬桐府押往海島。正祖八年（1784年）十月，將和緩翁主出置於坡州。之後有許多大臣要求將和緩翁主處死，但正祖始終沒有同意。純祖八年（1808年）五月，和緩翁主在坡州去世。

## 家庭
- 父：朝鮮英祖李昑（1694－1776）
- 嫡母：貞聖王后徐氏（1692－1757）、貞純王后金氏（1745－1805）
- 生母：暎嬪李氏（1696－1764）
- 同胞姊：和平翁主（1727－1748）、翁主（1728－1731）、翁主（1729－1731）、翁主（1732－1736）、和協翁主（1733－1752）
- 同胞兄：莊獻世子李愃（1735－1762）
- 夫：日城尉鄭致達（朝鲜语：정치달）（1738－1757），字仲三，本貫延日鄭氏（朝鲜语：연일 정씨），鄭羽良（朝鲜语：정우량）次子，母親是繼室貞敬夫人全州李氏（孝寧大君後代李馝的長女[14]）[註 1]
  - 養子：鄭厚謙（1749－1777），字伯益，鄭致達族兄鄭錫達（1717－1780）與淑夫人全州李氏次子。正祖即位後被流放至咸鏡道慶源郡[16][註 2]；一直到朝鮮純宗年間才獲赦、復爵[17][18]
  - 媳婦：貞夫人德水李氏（朝鲜语：덕수 이씨），李㝡鎮次女[19]。和丈夫一起被流放（一說和女兒一起被貶為官婢[8]:152）；夫妻兩人的葬地不明[註 1]
    - 養孫：鄭璣源（1847－1925），字士衡，鄭厚謙遠房族弟鄭海淡（1817－1886）長子；有三子五女[註 3]

## 影視

### 電視劇
| 劇名           | 演員   | 備註 |
| 《李祘》       | 成賢娥 |      |
| 《衣袖紅鑲邊》 | 徐孝琳 |      |